# Замък Маркионе
Замъкът Маркионе (на италиански: Castello di Marchione) е средновековен замък, разположен близо до италианския град Конверсано в Южна Италия.

## История
Построен през 18 век върху по стара конструкция от 14 век и представлява ловен замък и лятна резиденция на графовете от рода Аквавива от Конверсано. Маркионе се е намирал в средата на дъбова гора, от която до днес е оцеляло само едно-единствено дърво на възраст над 500 години. Таен проход е свързвал замъка с град Конверсано на 6 км. Сградата се състои от партер и два горни етажа. Маркионе има перфектен, симетричен правоъгълен план с четири цилиндрични кули в ъглите. Стълбището към горния етаж е с няколко рампи и с богата украса. Симетричните тристранни прозорци допълват величествената постройка. Замъкът съчетава средновековни елементи с барок и неокласицизъм. Последният етаж е дело на школата на Луиджи Ванвители.